# Underground (film)
Underground je koprodukční film srbského režiséra Emira Kusturici z roku 1995. Film je epickou dramatickou freskou, která se odehrává od druhé světové války po válku v Jugoslávii.

## Příběh
Bělehrad, 1941. Malí obchodníci a kriminálníci Marko (Miki Manojlović) a Černej (Lazar Ristovski) se během druhé světové války přiživují obchodováním se zbraněmi. Jelikož jsou často v kontaktu s partyzány, náhodou se z nich stanou oslavovaní hrdinové boje za svobodu. Černej je donucen se jednoho dne společně se svou rodinou skrývat. Marko jim proto nabídne azyl ve svém prostorném sklepě. V roce 1944 válka skončí, ale Černej udržuje všechny obyvatele sklepa v nevědomosti. Snaží se tak udržet si svou slibně načatou kariéru v Titovské Jugoslávii, ale také lásku Natálie, kterou stejně jako Marko miluje.

## Výroba
Film vznikl v koprodukci Jugoslávie, Francie, Bulharska a Německa. Scénář napsal Emir Kusturica společně se dramatikem Dušanem Kovačičem, který je autorem předlohy. Film je znám také díky soundtracku, který složil skladatel Goran Bregovič.

## Přijetí
Snímek po svém uvedení sklidil bouřlivé reakce. V roce 1995 získal Zlatou palmu na Mezinárodním filmovém festivalu v Cannes. V České republice byl film poprve uveden do kin v rámci Projektu 100 v roce 1996.